# Munis, o Garanhão
Munis (Mu'nis), apelidado o Garanhão (Alfal - al-Fahl) e também conhecido como o Tesoureiro (Alcazim - al-Khazin), para distingui-lo de sue contemporâneo Munis Almuzafar, foi um general sênior do Califado Abássida nos reinados de Almutadide (r. 892–902), Almoctafi (r. 902–908) e Almoctadir (r. 908–932).
Sob Almutadide, Munis serviu como comandante da guarda pessoal do califa e liderou várias expedições contra os beduínos e outros elementos resistivos no Iraque, enquanto Almoctafi enviou-o em 906 contra os carmatas. Após a morte de Almoctafi, ele desempenhou um papel decisivo na supressão do golpe palaciano que brevemente depôs Almoctadir em favor de Abedalá ibne Almutaz. Ele foi então nomeado tesoureiro (alcazim) e chefe de segurança (saíbe da xurta) para o califa. Morreu em 914.